# Зафар-наме (Шами)
«Зафар-наме» (перс. ظفرنامه شامی‎ — «Книга побед») — произведение персидского хрониста Низам ад-Дина Шами, посвящённое Тамерлану (Тимуру). Книга является первой полной биографией Тамерлана, сохранившейся до наших дней. Написана на персидском языке в 1404 году.

## История создания
В 1393 году Низам ад-Дин Шами переехал в Багдад, где поступил на службу к Тимуру. Тимур поручил ему составить историю своего царствования. При составлении своего труда Низам ад-Дин пользовался различными источниками, среди которых автобиографические сообщения самого Тамерлана, официальные документы, письменные и устные описания отдельных походов. Среди использованных источников выделяется сочинение Гияс ад-Дина Али «Дневник похода Тимура в Индию». Работа над книгой была начата в 1402 и закончена в 1404 году.

## Содержание
В «3афар-наме» в краткой и повествовательной форме описываются основные события жизни и деятельности Тимура во второй половине XIV века: его борьба за власть в Мавараннахре, походы в Могулистан, Хорезм, Хорасан, Грузию, Иран, Дешт-и-Кипчак, Индию и другие страны. Хроника описаний доходит до 1403 года. В сочинении очень много сведений о соратниках Тимура.

## Влияние
К сочинению Шами обращались почти все позднейшие биографы Тамерлана, начиная с Хафизи Абру, который опирался на «Зафар-наме» при составлении трудов «Маджмуа» и «Зубдат ат-Таварих». «Зафар-наме» также использовал Мухаммад ибн Фазлаллах Мусави при написании труда «Тарих-и-Хайрат».
Персидский историк Шарафаддин Язди назвал написанную им в 1425 году биографию Тамерлана «Зафар-наме» в честь труда Шами.